# Desná

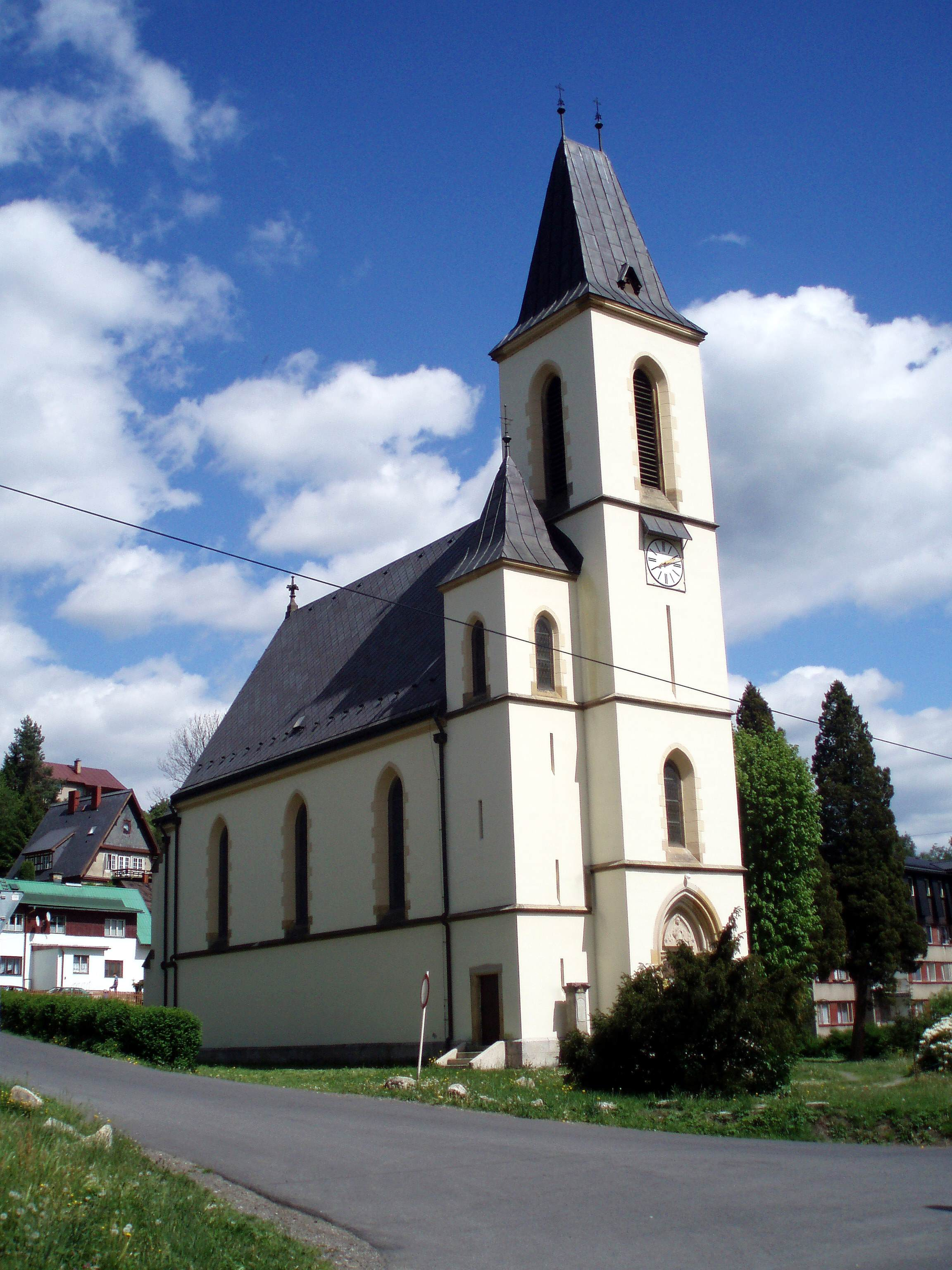
Römisch-katholische Kirche

Desná (deutsch Dessendorf) ist eine Stadt im Okres Jablonec nad Nisou in Nordböhmen. Der Skiort liegt im Isergebirge (Jizerské Hory) in der Nähe des Skizentrums Špičák (Spitzberg), drei Kilometer nördlich von Tanvald.
Die Stadt liegt im Tal an den Flüsschen Weiße und Schwarze Desse und an den umliegenden Hängen. In Desná leben 3550 Einwohner auf 12,6 km².

## Geschichte
Desna wurde 1691 von Graf Albrecht Maximilian Desfours gegründet. In der Landtafel ist der Ort als Desfoursdorf eingetragen. Es entstand aber durch die Lage am Flüsschen Desse der Ortsname Dessendorf und veränderte sich unter dem Einfluss der tschechischen Sprache zu Desna. Ab der Mitte des 19. Jahrhunderts und dem Ende der Erbuntertänigkeit bildete Dessendorf eine Gemeinde im Gerichtsbezirk Tannwald.
Einen großen Aufschwung erlebte die Gemeinde in der zweiten Hälfte des 19. Jahrhunderts, als ein Kurbad eröffnet wurde, das aber später wieder geschlossen wurde. Am 18. September 1916 ereignete sich für den Ort durch den Bruch der Talsperre an der Weißen Desse eine schwere Katastrophe, die 62 Menschen das Leben kostete.
Am Platz des ehemaligen Kurbades befindet sich heute ein Park mit der architektonisch eindrucksvollen Riedelvilla, die 1895 durch den Glasfabrikanten Josef Riedel errichtet wurde, dessen Enkel Claus Josef Riedel nach der Vertreibung der Deutschen aus der Tschechoslowakei und Enteignung der Familie Riedel 1945 nach dem Ende des Zweiten Weltkriegs (1939–1945) in Kufstein das Unternehmen Riedel Glas gründete.
Seit 1945 kam es zu einer weiteren, bescheidenen Entwicklung der Glas- und Keramikindustrie und besonders des Tourismus als Lebenserwerb der Bevölkerung.

## Stadtgliederung
Die Stadt Desná besteht aus den Ortsteilen:
- Desná I (Dessendorf) mit Sovín (Eule)
- Desná II – Potočná (Tiefenbach), Pustiny (Wustung)
- Desná III – Černá Říčka (Schwarzfluß), Dolní Polubný (Unterpolaun), Merklov (Markelsdorf), Ničovy Domky (Nitschehäuser), Novina (Neustück, früher: Hermannsdorf), Souš (Darre)

Grundsiedlungseinheiten sind Černá říčka, Černý vrch, Desná I, Desná II-východ, Desná II-západ, Desná-střed, Dolní Polubný, K protržené přehradě, Merklov, Novina, Pustiny, Souš und U skláren.
Das Gemeindegebiet gliedert sich in die Katastralbezirke Desná I, Desná II und Desná III.

## Industrie
Wichtigster Industriezweig im Ort ist die Glasindustrie. Die erste Glashütte wurde im Jahr 1847 von Ignaz Friedrich Riedel errichtet. Sie wurde bereits 1849 von Josef Riedel d. Ä. (1816–1894) übernommen und erweitert. Dessen Sohn Josef Riedel d. J. (1862–1924), der an der „Ecole de Chemie“ in Mülhausen Chemie studiert hatte, verbesserte durch die Errichtung eines Glaslabors und die wissenschaftliche Ausrichtung der Glasherstellung die Qualität der Glaserzeugnisse. Er entwickelte für die Farbpalette von Glas die etwa 600 Riedel-Farben.

## Freizeit
Das örtliche Kulturleben umfasst Konzerte, Ausstellungen und Museum in der Riedelvilla sowie Ballett, Theaterveranstaltungen im Kulturzentrum Sklář, Skiabfahrten und Skilanglauf, Mountainbiking, Fußballstadion, Leichtathletikstadion, Fitnesszentrum. In Desná befindet sich eine Skisprungsportstätte.

## Sehenswürdigkeiten
- Römisch-katholische Kirche
- Riedelvilla mit der umliegenden Parkanlage
- Altkatholische Kirche
- Bahnhofsgebäude einschließlich Zahnradbahn
- Darretalsperre in Ortsteil Souš
- Gebrochene Talsperre
- Marienberger Stiegen, erstellt von Glasarbeitern, um den Weg zur Arbeit abzukürzen.

## Persönlichkeiten
- Tomáš Goder (* 1974), Skispringer